# Up Helly Aa

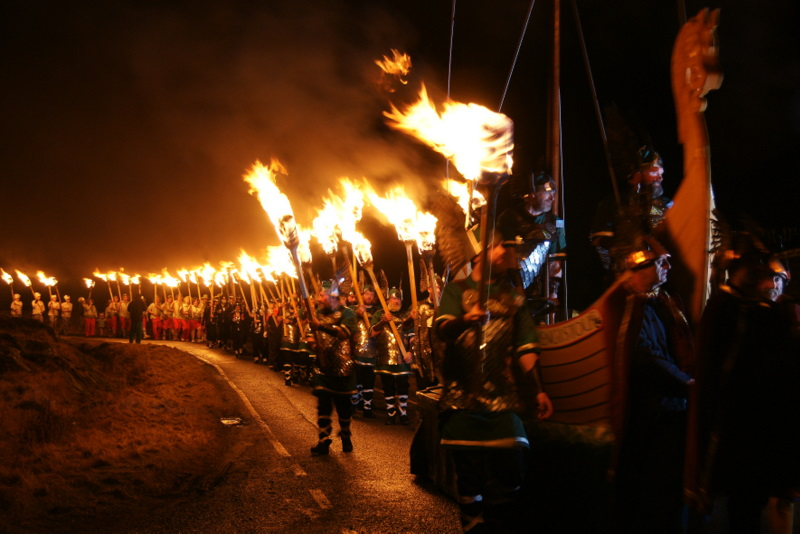
La procession de Uyeasound pour le Up Helly Aa.

Up Helly Aa est une fête se déroulant aux Shetland, en Écosse, durant le dernier mardi de janvier, dans l'ensemble de l'archipel. Elle comporte actuellement chaque année, des processions avec flambeau de personnes déguisées en Vikings.
À l'origine, cette fête avait pour rôle de simplement briser les longues nuits d'hiver, le festival a de plus en plus valorisé le patrimoine viking. La première procession de torches a eu lieu en 1876. La première embarcation en bois a été brûlée en 1889.
La procession se termine par un lancer des torches afin d'embraser une réplique de drakkar. Cette mise à feu est actuellement effectuée dans près de 10 localités : Scalloway, Lerwick, Nesting & Girlsta, Uyeasound, Northmavine, Bressay, Cullivoe, Norwick, South Mainland et Delting. La procession est symboliquement dirigée par une personne appelée jarl. 